# Loewe-Additivität
Die Loewe-Additivität (engl. Loewe additivity) ist ein Modell zur Beschreibung der Abhängigkeit der Wirkungen zweier Wirkstoffe voneinander. Weitere Modelle sind z. B. die Bliss independence (zu deutsch ‚Unabhängigkeit nach Bliss‘).

## Eigenschaften
Die Loewe-Additivität beschreibt die additive Wirkung zweier Wirkstoffe gleicher Wirkungsweise. Unter der Annahme einer weitgehend von seiner jeweils eigenen Konzentration unabhängigen Wirkung haben bei einem gleichen Wirkort und -mechanismus zwei Analoga einer bestimmten effektiven Konzentration den gleichen Effekt wie nur eines davon in der doppelten Dosis.
c1 EC1−1 + c2 EC2−1 = 1